# Head (Unix)
head (englisch für „Kopf“) ist ein Programm für Unix und unixähnliche Betriebssysteme zur Ausgabe der ersten Zeilen einer Datei. Das Gegenstück zu head ist tail, welches die letzten Zeilen einer Datei anzeigt.

## Arbeitsweise
Die Syntax von head gleicht vielen anderen Kommandozeilen-Programmen:
head [Schalter] <Dateiname>
Normalerweise gibt head die ersten 10 Zeilen einer Datei aus. Mit den Schaltern kann Art (Zeilen, Bytes) und Anzahl der Ausgabe gewählt werden.

## Typische Anwendungsbeispiele
Das folgende Beispiel gibt die ersten 20 Zeilen von <Dateiname> aus:
```
head -n 20 <Dateiname>
```

Gibt die ersten 15 Bytes aller Dateien aus die mit foo beginnen:
```
head -c 15 
foo*
```

## Exotische Beispiele
Viele frühere Unix-Versionen hatten das Kommando nicht, deshalb verwiesen die Dokumentation und Bücher auf sed:
```
sed 5q 
foo
```

Manche Unix-Systeme benutzen noch die alte Syntax. Dort wird die Option -n nicht unterstützt.
Hier muss folgende Syntax benutzt werden um die ersten 20 Zeilen, beziehungsweise die ersten 50 Bytes auszugeben.
```
head -20 <Dateiname>
head -50c <Dateiname>
```

Diese Syntax ist veraltet und entspricht nicht dem POSIX-Standard 1003.1-2001.